# Aurel Vernescu
Aurel Vernescu, né le 23 janvier 1939 à Bucarest et mort le 1er décembre 2008 dans la même ville, est un kayakiste roumain pratiquant la course en ligne.

## Palmarès

### Jeux olympiques
Atanasie Sciotnic participe aux Jeux olympiques à trois reprises (1964, 1968 et 1972), remportant trois médailles.
- Jeux olympiques de 1964 à Tokyo :
  -  Médaille de bronze en K-4 1 000 m.
  -  Médaille de bronze en K-1 1 000 m.
- Jeux olympiques de 1972 à Mexico :
  -  Médaille d'argent en K-4 1 000 m[1].

### Championnats du monde
Un total de onze médailles est remporté par Atanase Sciotnic lors des Championnats du monde de course en ligne, dont quatre en or.
- Championnats du monde de course en ligne de canoë-kayak de 1963 à Jajce :
  -  Médaille d'or en K-1 4x 500 m.
  -  Médaille d'or en K-1 500 m.
  -  Médaille d'argent en K-2 500 m.
  -  Médaille d'argent en K-1 1 000 m.
- Championnats du monde de course en ligne de canoë-kayak de 1966 à Berlin-Est :
  -  Médaille d'or en K-2 500 m.
  -  Médaille d'or en K-1 500 m.
  -  Médaille d'argent en K-2 1 000 m.
  -  Médaille de bronze en K-1 4×500 m.
- Championnats du monde de course en ligne de canoë-kayak de 1970 à Copenhague :
  -  Médaille d'argent en K-1 4×500 m.
  -  Médaille d'argent en K-2 500 m.
- Championnats du monde de course en ligne de canoë-kayak de 1971 à Belgrade :
  -  Médaille d'argeent en K-1 4×500 m.